# Puchar Karaibów w piłce nożnej 1990
Puchar Karaibów 1990 – druga edycja turnieju piłkarskiego o miano najlepszej reprezentacji zrzeszonej w Caribbean Football Union, jednej z podstref konfederacji CONCACAF. Turniej rozegrano w Trynidadzie i Tobago zaplanowany był w dniach 22-27 lipca 1990. Tytułu mistrzowskiego broniła reprezentacja gospodarzy.
Do turnieju finałowego zakwalifikowało się, podobnie jak w poprzedniej edycji, sześć zespołów. Trynidad i Tobago jako gospodarz miał zapewniony udział w turnieju finałowym, a pozostałych uczestników wyłoniono w eliminacjach.
Ostatecznie turniej został przerwany i odwołany po rozegraniu meczów fazy grupowej, ze względu na zamach stanu jakiego próbowało dopuścić się jedno z muzułmańskich ugrupowań - Jamaat al Muslimeen, a także zagrożenie związane z szalejącym wówczas w regionie Morza Karaibskiego huraganem Arthur.

## Eliminacje
Do eliminacji zgłosiło się 20 reprezentacji (o 3 więcej w porównaniu do poprzedniej edycji). Trynidad i Tobago jako gospodarz turnieju został zwolniony z obowiązku przechodzenia przez eliminacje. Tym razem eliminacje podzielono na dwie fazy. W pierwszej fazie pre-eliminacyjnej miało się ze sobą zmierzyć pięć reprezentacji, które powalczą o ostatnie wolne miejsce w grupie D. W fazie eliminacyjnej pozostałe 15 drużyn + jedna wyłoniona w pre-eliminacjach zostały podzielone na 4 grupy po 4 zespoły, gdzie mierzyły się systemem każdy z każdym. Zwycięzcy czterech grup + najlepsza drużyna z drugich miejsc uzyskiwały awans do turnieju finałowego.

### Runda pre-eliminacyjna
W tej fazie do udziału zostały zakwalifikowane następujące drużyny:
- Sint Maarten
- Kajmany
- Saint-Martin
- Anguilla
- Brytyjskie Wyspy Dziewicze

Niestety wyniki tej fazy nie zachowały się do czasów dzisiejszych i wiadomo jedynie, że z tej piątki awans uzyskała drużyna Saint-Martin.

### Grupa A
| Zespół              | M | W | R | P | Br+ | Br- | +/- | Pkt |
| ------------------- | - | - | - | - | --- | --- | --- | --- |
| Grenada             | 3 | 1 | 2 | 0 | 4   | 2   | +2  | 4   |
| Surinam             | 3 | 1 | 1 | 1 | 7   | 4   | +3  | 3   |
| Antyle Holenderskie | 3 | 0 | 3 | 0 | 3   | 3   | 0   | 3   |
| Gujana              | 3 | 0 | 2 | 1 | 1   | 6   | -5  | 2   |

| 17 kwietnia 1990    |       |                     |
| Grenada             | 1 – 1 | Antyle Holenderskie |
| 29 kwietnia 1990    |       |                     |
| Surinam             | 5 – 0 | Gujana              |
| 15 maja 1990        |       |                     |
| Grenada             | 3 – 1 | Surinam             |
| 20 maja 1990        |       |                     |
| Gujana              | 1 – 1 | Antyle Holenderskie |
| 27 maja 1990        |       |                     |
| Antyle Holenderskie | 1 – 1 | Surinam             |
| Gujana              | 0 – 0 | Grenada             |

Źródło: 

### Grupa B
| Zespół                    | M | W | R | P | Br+ | Br- | +/- | Pkt |
| ------------------------- | - | - | - | - | --- | --- | --- | --- |
| Saint Vincent i Grenadyny | 3 | 2 | 1 | 0 | 5   | 3   | +2  | 5   |
| Martynika                 | 3 | 2 | 0 | 1 | 4   | 1   | +3  | 4   |
| Gujana Francuska          | 3 | 0 | 2 | 1 | 3   | 7   | -4  | 2   |
| Dominika                  | 3 | 0 | 1 | 2 | 2   | 3   | -1  | 1   |

| 22 kwietnia 1990          |                   |                           |
| Martynika                 | 4 – 0             | Gujana Francuska          |
| Saint Vincent i Grenadyny | 2 – 1             | Dominika                  |
| 13 maja 1990              |                   |                           |
| Dominika                  | 1 – 1             | Gujana Francuska          |
| Saint Vincent i Grenadyny | 1 – 0             | Martynika                 |
| 23 maja 1990              |                   |                           |
| Gujana Francuska          | 2 – 2             | Saint Vincent i Grenadyny |
| 30 maja 1990              |                   |                           |
| Martynika                 | wygrana Martyniki | Dominika                  |

Źródło: 

### Grupa C
| Zespół            | M | W | R | P | Br+ | Br- | +/- | Pkt |
| ----------------- | - | - | - | - | --- | --- | --- | --- |
| Barbados          | 3 | 2 | 1 | 0 | 3   | 1   | +2  | 5   |
| Bermudy           | 3 | 1 | 2 | 0 | 5   | 3   | +2  | 4   |
| Saint Lucia       | 3 | 1 | 0 | 2 | 2   | 3   | -1  | 2   |
| Antigua i Barbuda | 3 | 0 | 1 | 2 | 2   | 5   | -3  | 1   |

| 14 kwietnia 1990  |       |                   |
| Bermudy           | 2 – 2 | Antigua i Barbuda |
| 15 kwietnia 1990  |       |                   |
| Barbados          | 1 – 0 | Saint Lucia       |
| 29 kwietnia 1990  |       |                   |
| Barbados          | 1 – 0 | Antigua i Barbuda |
| 13 maja 1990      |       |                   |
| Saint Lucia       | 0 – 2 | Bermudy           |
| 26 maja 1990      |       |                   |
| Bermudy           | 1 – 1 | Barbados          |
| 27 maja 1990      |       |                   |
| Antigua i Barbuda | 0 – 2 | Saint Lucia       |

Źródło: 

### Grupa D
| Zespół              | M | W | R | P | Br+ | Br- | +/- | Pkt |
| ------------------- | - | - | - | - | --- | --- | --- | --- |
| Jamajka             | 3 | 2 | 1 | 0 | 4   | 0   | +4  | 5   |
| Saint Kitts i Nevis | 2 | 1 | 0 | 1 | 2   | 3   | -1  | 2   |
| Saint-Martin        | 2 | 1 | 0 | 1 | 2   | 2   | 0   | 2   |
| Gwadelupa           | 3 | 0 | 1 | 2 | 1   | 4   | -3  | 1   |

| 29 kwietnia 1990    |                |                     |
| Jamajka             | 3 – 0          | Saint Kitts i Nevis |
| 6 maja 1990         |                |                     |
| Saint-Martin        | 2 – 1          | Gwadelupa           |
| 19 maja 1990        |                |                     |
| Saint Kitts i Nevis | 2 – 0          | Gwadelupa           |
| 20 maja 1990        |                |                     |
| Jamajka             | 1 – 0          | Saint-Martin        |
| 30 maja 1990        |                |                     |
| Gwadelupa           | 0 – 0          | Jamajka             |
| 3 czerwca 1990      |                |                     |
| Saint Kitts i Nevis | patrz przypisy | Saint-Martin        |

Źródło: 

## Turniej finałowy
Legenda:
| Awans do meczu finałowego   |
| Awans do meczu o 3. miejsce |

### Grupa A
| Zespół            | M | W | R | P | Br+ | Br- | +/- | Pkt |
| ----------------- | - | - | - | - | --- | --- | --- | --- |
| Trynidad i Tobago | 2 | 1 | 1 | 0 | 5   | 0   | +5  | 3   |
| Jamajka           | 2 | 0 | 2 | 0 | 0   | 0   | 0   | 2   |
| Grenada           | 2 | 0 | 1 | 1 | 0   | 5   | -5  | 1   |

| 3 lipca 1989      |       |         |
| Trynidad i Tobago | 5 – 0 | Grenada |
| 5 lipca 1989      |       |         |
| Grenada           | 0 – 0 | Jamajka |
| 7 lipca 1989      |       |         |
| Trynidad i Tobago | 0 – 0 | Jamajka |

### Grupa B
| Zespół                    | M | W | R | P | Br+ | Br- | +/- | Pkt |
| ------------------------- | - | - | - | - | --- | --- | --- | --- |
| Martynika                 | 2 | 1 | 1 | 0 | 4   | 2   | +2  | 3   |
| Barbados                  | 2 | 1 | 1 | 0 | 5   | 4   | +1  | 3   |
| Saint Vincent i Grenadyny | 2 | 0 | 0 | 2 | 2   | 5   | -3  | 0   |

| 3 lipca 1989 |       |                           |
| Barbados     | 2 – 2 | Martynika                 |
| 5 lipca 1989 |       |                           |
| Martynika    | 2 – 0 | Saint Vincent i Grenadyny |
| 7 lipca 1989 |       |                           |
| Barbados     | 3 – 2 | Saint Vincent i Grenadyny |

## Finał
Finał oraz mecz o 3. miejsce nie odbyły się.